# Мурузи, Александр Александрович
Князь Александр Александрович Мурузи (18 [30] марта 1872, Галац — 3 июля 1954, Париж) — русский военнослужащий, участник Русско-японской войны. Окончил Николаевскую академию Генерального штаба, полковник (1913). Начальник Офицерской школы авиации в Севастополе. Герой Первой мировой войны, участник Белого движения на севере России, генерал-майор (1919). В эмиграции во Франции.

## Биография
Православный. Из потомственных дворян Бессарабской губернии. Младший брат Константин (1875—1932) — дипломат, секретарь посольства в Париже. Сестра Мария (монахиня Херувима) — вторая супруга генерала графа Фёдора Артуровича Келлера.
Окончил Александровский кадетский корпус (1891) и Пажеский корпус (1893), откуда выпущен был корнетом в лейб-гвардии Уланский Его Величества полк. Произведен в поручики 6 декабря 1897 года.
10 марта 1898 года вышел в запас гвардейской кавалерии по Кишиневскому уезду, а 24 июня того же года вернулся на службу в Дагестанский конный полк с переименованием в штабс-ротмистры. 3 мая 1902 года уволен от службы за болезнью ротмистром. С началом русско-японской войны, 9 февраля 1904 года определен на службу во 2-й Читинский полк Забайкальского казачьего войска, с переименованием в подъесаулы. На фронте был произведен в есаулы «за отличия в делах против японцев» (производство утверждено Высочайшим приказом от 27 марта 1906 года). 5 октября 1906 года переведен в 1-й Читинский казачий полк.
В 1907 году окончил Николаевскую академию Генерального штаба по 1-му разряду, был причислен к Генеральному штабу. 19 августа 1907 года переведен в Дагестанский конный полк с переименованием в ротмистры. В 1908 году окончил курс Офицерской кавалерийской школы. 21 октября 1908 года переведен в Генеральный штаб, с назначением старшим адъютантом управления 1-й Отдельной кавалерийской бригады и с переименованием в капитаны. В 1911 году был прикомандирован к Офицерской воздухоплавательной школе, которую окончил со званием летчика-наблюдателя. 26 ноября 1912 года назначен исправляющим должность начальника штаба Киевской крепости-склада, а 6 декабря того же года произведен в подполковники с утверждением в должности. В 1912—1914 годах был также начальником Офицерской школы авиации в Севастополе. Произведен в полковники 17 декабря 1913 года «за отличие по службе».
С началом Первой мировой войны, 26 июля 1914 года переведен во 2-й Запорожский полк Кубанского казачьего войска. Пожалован Георгиевским оружием
За то, что во время экспедиции в Венгрию с 11 сентября по 2 октября 1914 года, почти все время находясь в передовых частях, проявлял выдающуюся энергию, знание дела и личное мужество, 12 сентября 1914 года смелым налетом овладел дефиле у сс. Лемпольсдорф и Людвиговки, уничтожив защищавшую его пехотную часть, и тем открыл дивизии путь к перевалу.
17 января 1915 года переведен в Генеральный штаб с назначением и. д. начальника штаба 16-й кавалерийской дивизии. 2 апреля 1915 года переведен во 2-й Полтавский полк Кубанского казачьего войска. 31 января 1916 года вновь переведен в Генеральный штаб с назначением штаб-офицером для поручений при штабе 3-го кавалерийского корпуса. 20 марта 1916 года назначен и. д. начальника штаба 1-й кавалерийской дивизии, а 3 июля того же года — и. д. начальника штаба 3-й Особой пехотной бригады. 15 июля 1917 года назначен командиром Крымского конного полка, 11 ноября того же года сдал должность полковнику Г. А. Бако и выехал в Петроград.
Летом 1918 года — в РККА, был членом антисоветской организации в Архангельске. Затем участвовал в Белом движении в войсках Северного фронта. К 27 ноября 1918 года — в Славяно-Британском легионе, в разведывательном отделе штаба командующего союзными силами. С 22 января 1919 года назначен командующим войсками Двина-форс, был главой военной цензуры, затем — в штабе русских войск Северной области. В марте 1919 был назначен командиром 3-го Северного стрелкового полка, затем был начальником штаба 2-й Северной стрелковой бригады и командиром той же бригады. С 24 августа 1919 назначен начальником штаба, а со 2 сентября — командующим русскими войсками Железнодорожного района. Награждён орденом Св. Георгия 4-й степени
За то, что лично руководя войсками на железнодорожном фронте в боях с 29-го августа по 14-е октября 1919 года, он, находясь неоднократно под действительным огнем, одержал над неприятелем, превосходным в силах, полную победу, последствием которой было решительное поражение противника, овладение важным стратегическим пунктом ст. Плесецкая и захват более 2000 пленных, 20 орудий, 40 пулеметов, помимо прочего военного имущества.
Произведен в генерал-майоры 26 октября 1919 года.
В эмиграции во Франции. Состоял членом Союза русских летчиков во Франции. Умер в 1954 году в Париже. Похоронен на кладбище Сент-Женевьев-де-Буа. Был холост.

## Награды
- Орден Святого Станислава 2-й ст. (1904)
- Орден Святой Анны 2-й ст. с мечами (ВП 12.11.1904)
- мечи к ордену Св. Станислава 2-й ст. (ВП 10.06.1905)
- Орден Святого Владимира 4-й ст. с мечами и бантом (ВП 19.11.1914)
- Георгиевское оружие (ВП 24.02.1915)
- Орден Святого Владимира 3-й ст. с мечами (ВП 27.06.1915)
- Орден Святого Георгия 4-й ст. (Приказ генерал-губернатора Северной области № 351 от 5 ноября 1919)